# ADフンダオ
ADフンダオ（Associação Desportiva do Fundão）は、ポルトガル・カステロ・ブランコ県フンダン（フンダオ）に本拠地を置くスポーツクラブ。ADフンダンと表記されることもある。フットサルチームはリーガ・プラカルド（1部）に所属しており、その他にはサッカーチームなどを所有している。

## 歴史
1955年に設立された。1,056人収容のフンダン市立アリーナをホームアリーナとしている。2006年には初めてリーガ・プラカルド（1部）に昇格した。
2010-11シーズンの国内リーグでは、レギュラーシーズンは6位だったが、プレーオフでは初めて準決勝に進出し、ベスト4となった。2012-13シーズンのプレーオフでもベスト4となった。2013-14シーズンの国内リーグでは、レギュラーシーズンこそ5位だったが、プレーオフでは決勝に進出し、スポルティングCPに敗れたものの準優勝した。同シーズンの国内カップでは、決勝でSLベンフィカを破って初優勝し、クラブ史上初タイトルを獲得した。2014-15シーズンの国内カップでは2年連続で決勝に進出したが、SLベンフィカに敗れて準優勝だった。
2016年から2017年にはブラジル人のヴァルチーニョが在籍した。2019年7月には2年間のレンタル移籍の契約で、日本代表の平田ネトアントニオマサノリが加入した。

## タイトル
- 国内カップ : 2013-14

## 成績
| シーズン | 国内 リーグ  | 国内 リーグ | 国内 リーグ | 国内 カップ | 国内 スーパー カップ | 国内 リーグ カップ | UEFA CL |
| シーズン | ディビジョン | 順位        | プレーオフ  | 国内 カップ | 国内 スーパー カップ | 国内 リーグ カップ | UEFA CL |
| -------- | ------------ | ----------- | ----------- | ----------- | -------------------- | ------------------ | ------- |
| 2019-20  | 1部リーグ    |             |             |             |                      |                    |         |
| 2018-19  | 1部リーグ    | 4位         | ベスト4     | ベスト4     |                      | ベスト8            |         |
| 2017-18  | 1部リーグ    | 5位         | ベスト8     | ベスト8     |                      | ベスト4            |         |
| 2016-17  | 1部リーグ    | 6位         | ベスト8     | ベスト16    |                      | 準優勝             |         |
| 2015-16  | 1部リーグ    | 5位         | ベスト8     | 4回戦敗退   | 準優勝               | 準優勝             |         |
| 2014-15  | 1部リーグ    | 5位         | ベスト4     | 準優勝      | 準優勝               | 未開催             |         |
| 2013-14  | 1部リーグ    | 5位         | 2位         | 優勝        |                      | 未開催             |         |
| 2012-13  | 1部リーグ    | 4位         | ベスト4     | ベスト8     |                      | 未開催             |         |
| 2011-12  | 1部リーグ    | 8位         | ベスト8     | 4回戦敗退   |                      | 未開催             |         |
| 2010-11  | 1部リーグ    | 6位         | ベスト4     | 3回戦敗退   |                      | 未開催             |         |
| 2009-10  | 1部リーグ    | 6位         | ベスト8     | 2回戦敗退   |                      | 未開催             |         |
| 2008-09  | 1部リーグ    | 7位         | ベスト8     | 3回戦敗退   |                      | 未開催             |         |
| 2007-08  | 1部リーグ    | 10位        |             | 3回戦敗退   |                      | 未開催             |         |
| 2006-07  | 1部リーグ    | 10位        |             | ベスト16    |                      | 未開催             |         |
| 2005-06  | 2部リーグ    | 1位         | -           | ベスト16    |                      | 未開催             |         |
| 2004-05  | 2部リーグ    | 5位         | -           | 2回戦敗退   |                      | 未開催             |         |
| 2003-04  | 3部リーグ    | 1位         | -           |             |                      | 未開催             |         |
| 2002-03  | 3部リーグ    | 6位         | -           | 1回戦敗退   |                      | 未開催             |         |
| 2001-02  | 3部リーグ    | 4位         | -           | 2回戦敗退   |                      | 未開催             |         |
| 2000-01  | 地域リーグ   | 1位         | -           |             |                      | 未開催             |         |

## 歴代所属選手
- 2016-2017  ヴァルチーニョ
- 2019-  平田ネトアントニオマサノリ